# Heinrich Gustav Hassenkamp
Heinrich Gustav Hassenkamp (* 5. Mai 1846 in Frankenberg (Eder); † 26. November 1895 ebenda) war ein deutscher Bankier und Abgeordneter des Provinziallandtages der preußischen Provinz Hessen-Nassau.

## Leben
Heinrich Hassenkamp war der Sohn des Kaufmanns und Abgeordneten Friedrich Wilhelm Haßenkamp und dessen Gemahlin Marie Elisabeth Trost (1823–1906). Nach seiner Schulausbildung erlernte er den Beruf des Bankiers, war Commissionsrat und betätigte sich politisch. Er erhielt 1890 ein Mandat für den Kurhessischen Kommunallandtag des Regierungsbezirks Kassel, aus dessen Mitte er zum Abgeordneten des Provinziallandtages der Provinz Hessen-Nassau bestimmt wurde. Hassenkamp blieb bis zu seinem Tode in den Parlamenten.